# Distrikt Kapelebyong
Kapelebyong ist ein Distrikt in Ostuganda. Die Hauptstadt des Distrikts ist Kapelebyong.

## Geschichte
Der Distrikt entstand 2017 aus Teilen des Distrikt Amuria.

## Demografie
Die Bevölkerungszahl betrug 2014 87.580 Einwohner.

## Wirtschaft
Subsistenzlandwirtschaft ist die wichtigste wirtschaftliche Aktivität im Distrikt. 